# Nữ Hướng đạo Canada

Huy hiệu của Nữ Hướng đạo Canada

Nữ Hướng đạo Canada (Girl Guides of Canada - Guides du Canada) là hội Nữ Hướng đạo quốc gia của Canada. Nữ Hướng đạo tại Canada bắt đầu vào năm 1910 và là một trong số các thành viên sáng lập của Hội Nữ Hướng đạo Thế giới (WAGGGS) năm 1928. Hội có khoảng 160.000 thành viên (cho tới năm 2005).

## Lịch sử
Mary Malcolmson tổ chức đoàn Nữ Hướng đạo Canada đầu tiên được đăng ký chính thức tại St. Catharines, Ontario; ngày đăng ký là 11 tháng 1 năm 1910. Một công viên tại St. Catharines sau đó được đặt tên của Mary Malcolmson. Các đoàn Nữ Hướng đạo khác được đăng ký sau đó cũng vào năm 1910 là Toronto, Moose Jaw và Winnipeg. Đoàn Đệ nhất Toronto tổ chức Trại Nữ Hướng đạo được ghi nhận đầu tiên tại Canada trên bờ Sông Credit vào tháng 6 năm 1911. Khoảng năm 1912, phong trào đã lan sang tất cả các nơi của Canada và trở nên rất phổ biến đến nổi vào ngày 24 tháng 7 năm 1912 Agnes Baden-Powell đã phong cho Phu nhân Mary Pellatt chức danh"Tổng Ủy viên Nữ Hướng đạo Nước Tự trị Canada". Nhiều sự kiên Nữ Hướng đạo được tổ chức tại nhà của bà là Casa Loma ở Toronto. Ngôi nhà này hiện tại là điểm du lịch hấp dẫn có một phòng trưng bày về Nữ Hướng đạo đặc biệt. Năm 1917 Chính phủ Canada thông qua một Đạo luật Quốc hội chấp thuận bản Hiến chương của Hội Nữ Hướng đạo Canada như đã từng được biết lúc đó.
Năm 1918 Đoàn Nữ Hướng đạo đầu tiên của Newfoundland được thành lập mặc dù chính tỉnh bang này chưa trở thành một phần của Canada cho đến năm 1949.
Cứu Thế Quân (Salvation Army) áp dụng Nữ Hướng đạo như một phần trong chương trình của mình dành cho nữ vào năm 1937 và chính thức liên kết với tổ chức Nữ Hướng đạo Canada. Mặc dù chính Cứu Thế Quân tự hủy liên kết năm 1998, nó tiếp tục cung ứng một hình thức Nữ Hướng đạo cho các bé gái của mình.

Phù hiệu giới thiệu trong lễ lên ngôi của Elizabeth II của Vương quốc Anh

Hội Nữ Hướng đạo Canada (Canadian Girl Guides Association) lại đổi tên lần nữa vào năm 1961 bởi Đạo luật Quốc hội thành"Girl Guides of Canada-Guides du Canada".
Năm 1962"Les Guides Catholiques du Canada (secteur français)"trở thành thành viên của Nữ Hướng đạo Canada. Tổ chức này ban đầu hoạt động chỉ tại Tỉnh bamg Quebec nhưng nhiều năm sau đó đã phát triển một số lượng nhỏ thành viên tại các tỉnh bang khác. Nó có chương trình riêng của nó, đồng phục và hành chánh, nhưng nhận Tổng Ủy viên Canada làm lãnh đạo Nữ Hướng đạo tại Canada và có tư cách thành viên trong Hội Nữ Hướng đạo Thế giới. Năm 1992"Les Guides Catholiques du Canada (secteur français)"trở thành một tổ chức không liên kết riêng biệt với tên gọi là"Guides francophones du Canada", và năm 1995 hội này liên hiệp chính thức trở lại với"Girl Guides of Canada-Guides du Canada"với danh xưng là"Guides francocanadiennes". Sư liên hiệp này chấm dứt vào năm 2006.

## Chương trình
Nữ Hướng đạo Canada là tổ chức lớn nhất cho phụ nữ và trẻ em nữ tại Canada với số thành viên trên 160.000 trong năm (2005). Các thành viên được tổ chức thành các nhóm khác nhau theo tuổi như sau::
- Nữ Nhi sinh (Sparks từ 5-6 tuổi)
- Nữ Ấu sinh (Brownies 7-8tuổi)
- Nữ Thiếu sinh (Guides 9-11tuổi)
- Pathfinders (12-15tuổi)
- Ngành lớn tuổi bao gồm (Senior Branches 15-17tuổi):
  - Cadets
  - Huynh trưởng trẻ (Junior leaders)
  - Rangers

Cũng có một chương trình cho nữ vì bất cứ lý do gì không thể hiện diện tham dự các buổi họp mặt is also a program for girls who. Các bé nữ này là thành viên của chương trình Nữ Hướng đạo sinh một mình (Lone Guides) cho phép các bé gái thực hiện chương trình chi nhánh hàm thụ.
Hai trong số các sáng kiến mới nhất của Nữ Hướng đạo là Extra Ops và Trex. Các chương trình này là dành cho các thành viên của Nữ Hướng đạo có nhiều sở thích đặc biệt như (i.e: cắm trại hoặc đi bộ đường dài)
Các thanh nữ (18 tuổi trở lên) được hoan nghênh gia nhập tổ chức như các huynh trưởng mà có thể làm việc với bất cứ nhóm nữ nào. Cũng có các nơi dành cho các người tình nguyện trong quan hệ công cộng, việc văn phòng, và các bộ mặt quan trọng khác của tổ chức.

## Bánh Cookies Nữ Hướng đạo
Bánh Cookies Nữ Hướng đạo là một truyền thống được vinh danh tại Canada. Trên 80 năm, người Canada đã thưởng thức bánh Cookies Nữ Hướng đạo. Lần đầu tiên bánh được một nữ huynh trưởng tại Regina nướng vào năm 1927 như cách đơn giản để gây quỹ mua đồng phục và trang bị cắm trại. Bánh Cookies Nữ Hướng đạo đã trải qua nhiều thay đổi về công thức nhưng mục tiêu vẫn không thay đổi. Bánh Cookies Nữ Hướng đạo ngày nay là kẻ gây quỹ lớn nhất và được dùng để hỗ trợ nữ trong các hoạt động và chương trình của họ.